# تامپا (براشوو)
تامپا (به لاتین: Tâmpa) یک کوه در رومانی است که در براشوو واقع شده‌است. تامپا ۹۶۰ متر بالاتر از سطح دریا واقع شده‌است.